# Lažna koralna zmija
Koralska zmija je jedini predstavnik porodice Aniliidae. Ima valjkasno telo, dužine između 70 i 90 cm. Nastanjuje sever Južne Amerike. Napadom crno-crvenom bojom oponaša otrovnu koralnu zmiju, koja živi na istom području, kao i njeno odbrambeno ponašanje. Lovi u rupama, a smatra se da se hrani uglavnom malim kičmenjacima, uključujući i zmije.
1. ↑  „Zmije Severne i Južne Amerike”. www.biologija.rs. Приступљено 01. 11. 2019.